# Love Is What I'm Waiting For
Love Is What I'm Waiting For è un singolo del supergruppo statunitense Flying Colors, pubblicato il 16 marzo 2012 come unico estratto dal primo album in studio Flying Colors.

## Tracce
1. Love Is What I'm Waiting For (Radio Edit) – 3:11

## Formazione
Gruppo
- Casey McPherson – voce, tastiera, chitarra ritmica
- Steve Morse – chitarra solista e ritmica
- Dave LaRue – basso
- Neal Morse – tastiera, voce
- Mike Portnoy – batteria, percussioni, voce

Altri musicisti
- Orla Murphy – viola

Produzione
- Peter Collins – produzione
- Bill Evans – produzione esecutiva, orchestrazioni, arrangiamenti aggiuntivi
- Jerry Guidroz – ingegneria
- Ryan Gilligan – assistenza tecnica
- Ian Hutchinson – tracking
- Michael Brauer – missaggio